# Ліньєроль (Во)
Ліньєроль (фр. Lignerolle) — громада  в Швейцарії в кантоні Во, округ Юра-Нор-Водуа.

## Географія
Громада розташована на відстані близько 80 км на захід від Берна, 27 км на північний захід від Лозанни.
Ліньєроль має площу 10,6 км², з яких на 4,7% дозволяється будівництво (житлове та будівництво доріг), 48,6% використовуються в сільськогосподарських цілях, 46,4% зайнято лісами, 0,3% не є продуктивними (річки, льодовики або гори).

## Демографія
2019 року в громаді мешкало 436 осіб (+13,2% порівняно з 2010 роком), іноземців було 18,3%. Густота населення становила 41 осіб/км².
За віковим діапазоном населення розподілялося таким чином: 22,2% — особи молодші 20 років, 62,8% — особи у віці 20—64 років, 14,9% — особи у віці 65 років та старші. Було 164 помешкань (у середньому 2,6 особи в помешканні).
Із загальної кількості 96 працюючих 31 був зайнятий в первинному секторі, 10 — в обробній промисловості, 55 — в галузі послуг.